# Algorta (Uruguai)
Algorta és un centre poblat de l'Uruguai, ubicat al nord del departament de Río Negro, sobre el límit amb Paysandú.
Es troba a 119 metres sobre el nivell del mar.
| 1963 | 1975 | 1985 | 1996 | 2004    |
| ---- | ---- | ---- | ---- | ------- |
| 648  | 568  | 511  | 705  | {{{5}}} |